# Nunziato Porta
Nunziato Porta (fl. XVIII secolo) è stato un librettista e direttore d'orchestra italiano.
Noto per essere stato l'autore di alcuni libretti per opere di Vincenzo Righini (come ad esempio Il convitato di pietra) e per opere di altri illustri musicisti.
La sua biografia è molto incerta, ma si sa che fu attivo in Italia e all'estero tra Praga e Budapest alla fine del XVIII secolo.